# Stowarzyszenie Chrześcijańsko-Narodowe Nauczycielstwa Szkół Powszechnych
Stowarzyszenie Chrześcijańsko-Narodowe Nauczycielstwa Szkół Powszechnych − (SChNNSP), organizacja społeczna założona 27 września 1921, reprezentująca nauczycieli szkolnictwa powszechnego o poglądach prawicowych, antykomunistycznych. Powstało ze zjednoczenia dziewięciu organizacji nauczycielskich, reprezentowało mniejszość w przedwojennym zawodowym ruchu nauczycielskim.
Wybitnym działaczem i później wieloletnim prezesem był Michał Siciński, senator z ramienia ZLN. Do czołowych działaczy i organizatorów należeli Tadeusz Dybczyński, Stanisław Glapiński, Józef Jastrzębski, Henryk Maciejewski, Konstanty Synowiec oraz ks. Bronisław Szmidt.